# 羅濟夫卡 (科羅斯堅區)
50°49′46″N 28°34′40″E / 50.82944°N 28.57778°E
羅濟夫卡（烏克蘭語：Розівка），是烏克蘭的村落，位於該國北部日托米爾州，由科羅斯堅區負責管轄，始建於1783年，面積0.87平方公里，海拔高度202米，2001年人口218，人口密度每平方公里252.02人。